# CloneCD
『CloneCD』（クローンシーディー）は、CDおよびDVDのディスクイメージを抽出（リッピング）することができるライティングソフト。Windows上で動作する。主にCDのバックアップを取るために使う。マスコットキャラクターはヒツジ。Audio CDやData CD、 Game CD、Multimedia Audio CDの四種類（他国では五種類）のリッピング機能を備えている。ただしProtected PC Game機能と書き込み時に使われるAmplify Weak Section機能及びHide CDR Media機能は米国と日本のみ著作権法に触れるためか無効化されているとマニュアルには書かれているが実際に効果があるか不明。
元々はスイスにあるElaborateBytes社が開発・販売を行っていたが、EUの著作権法の強化を受けて、販売権等をアンティグア・バーブーダのソフト会社SlySoftに売却した。その後SlySoftは2016年に解散した後ベリーズでRedFox社を興し活動している。日本でかつてはプロジーグループが販売していた。その後、2002年にプロジーの現在のライブドアへの子会社化や吸収合併（2003年）があり2006年6月まではライブドア（livedoor/PRO-Gブランド）が販売していたが、現在は株式会社AHS(AH-Software)にサポート移管した。